# アグリッパのオデイオン
アグリッパのオデイオンまたはアグリッパ音楽堂（英語: Odeon of Agrippa）はギリシャ アテネのアテナイのアゴラ内にある音楽堂のこと。紀元前15年ごろ、ローマ帝国初代皇帝のアウグストゥスの腹心であった軍人アグリッパが、アテナイのために建てたものである。
音楽堂は25m×25mの大きさで、ステージから天井の高さは23m、座席数は1000席ほどであったという。
150年頃に建物が倒壊した後、この土地には収容人員500名程度の小さなホールが建てられていたらしい。最終的に267年のヘルール族の侵入により破壊された。

## 現地へのアクセス
- アテネ地下鉄 モナスティラキ駅 から西へ約500m（アテナイのアゴラ内）